# Delta Goodrem
 (juin 2018).
Si vous disposez d'ouvrages ou d'articles de référence ou si vous connaissez des sites web de qualité traitant du thème abordé ici, merci de compléter l'article en donnant les références utiles à sa vérifiabilité et en les liant à la section « Notes et références ».
Delta Lea Goodrem, née le 9 novembre 1984 à Sydney en Nouvelle-Galles du Sud, est auteure-compositrice-interprète, pianiste et actrice australienne. La jeune femme fut découverte en 2002, ayant joué dans le soap australien Neighbours (Les Voisins). Elle y incarnait le personnage de Nina Tucker, rôle qui a assis sa carrière musicale internationale puisqu'elle a signé un contrat chez Sony à l'âge de 15 ans. Delta Goodrem a réussi à classer huit de ses singles no 1 dans son pays natal, issus de ses trois albums studio, également classés no 1 par la suite. Elle détient actuellement le record du meilleur nombre d'albums vendus ces dix dernières années et le plus de singles classés no 1 pour un premier album.
Son répertoire est plutôt pop, couvrant des thèmes adultes contemporains. Le piano y est très présent, qu'elle a l'habitude de jouer pieds nus quand elle donne des concerts. Sa musique est influencée par un large éventail de styles différents, y compris la musique classique, pop, et rock.
Son premier album, Innocent Eyes, sorti en 2003, fut le meilleur album australien vendu ces dix dernières années, première étape vers le prestigieux titre d'artiste féminine ayant vendu le plus d'albums en Australie, toutes époques confondues.

## Biographie
Delta Lea Goodrem est née le 9 novembre 1984 à Sydney (Nouvelle-Galles du Sud). Ses parents se nomment Denis et Lea. Elle a un jeune frère prénommé Trent. Elle compose très vite ses premières chansons. À l'âge de 13 ans, elle enregistre une démo. Quelques années plus tard, elle décroche un contrat avec sa maison de disques Sony BMG.
À ce jour, Delta Goodrem a réussi à se faire classer huit de ses singles no 1 dans les charts australiens, et est rentrée maintes fois dans le top 10 en Grande-Bretagne. Son premier album, Innocent Eyes, sorti en 2003, a fait d'elle l'artiste féminine ayant vendu le plus d'albums en Australie, toutes époques confondues, passant 29 semaines no 1 des charts, se vendant à plus d'un million d'exemplaires en Australie and 3.5 millions d'exemplaires dans le monde entier, se classant no 2 en Grande-Bretagne et détrônant plusieurs records au passage. Delta Goodrem a gagné 7 Awards australiens, fut nommée pour 10. L'artiste fut alors découverte en France grâce à ses singles Born To Try et Lost Without You.
En juillet 2003, à 18 ans, au beau milieu d'une carrière florissante, Delta Goodrem fut diagnostiquée d'un lymphome de Hodgkin, forme de cancer qui affecte le système immunitaire. Elle est depuis complètement guérie et poursuit sa carrière, la malade étant en rémission et passe actuellement beaucoup de temps auprès des associations luttant contre le cancer.
En 2004, l'artiste sort son deuxième album studio, Mistaken Indentity, qui entra lui aussi en première place dans les charts australiens, classant deux des singles issus de l'album également no 1. L'album est plusieurs fois disque de platine. L'année suivante, Delta Goodrem débuta sa tournée The Visualise Tour, la toute première en Australie, mêlant des chansons de ses deux premiers albums.
Delta Goodrem sortit son troisième album studio, sobrement intitulé Delta, le 20 octobre 2007 qui fut rapidement lui aussi, plusieurs fois disque de platine dans les premiers mois qui suivirent sa sortie. Delta Goodrem tourna également son attention vers d'autres marchés, sortant donc son album aux États-Unis. En janvier 2009, l'artiste entama une tournée, The Believe Again Tour afin de continuer la promotion de son troisième album studio. Depuis ses débuts, elle a vendu approximativement 5 millions d'albums en Australie et 6 millions d'albums et de singles dans le monde entier.
Le video clip du second single de l'album Believe Again (décembre 2007) fut l'un des plus coûteux de l'histoire de la musique australienne.
2007 marque un tournant dans sa carrière puisque ce sont ses débuts aux États-Unis. Elle y sort son troisième album en juillet 2008. Elle apparait ainsi dans le fameux show de David Letterman en septembre.
Goodrem a aussi écrit de nombreuses chansons pour d'autres artistes notamment Eyes on Me de Céline Dion.
En janvier 2009, l'artiste a entamé une tournée australienne nommée Believe Again Tour dont le DVD est sorti en septembre 2009 en Australie.
En 2012 elle est une des 4 coaches de la version australienne de The Voice au côté de Seal, Keith Urban et Joel Madden lors de la première et la seconde saison. Après son absence lors de la troisième saison, elle est de retour à partir de la quatrième. Elle mène à la victoire Alfie Arcuri lors de la saison 5 en 2016, où elle arrive à classer deux de ses talents en première et deuxième position, faisant d'elle la première coach à placer deux talents dans le Top 2 de The Voice Australie. En 2017, elle remporte de nouveau la saison 6 avec Judah Kelly.
Le 1er juillet 2016, l'artiste sort son cinquième album intitulé Wings Of The Wild avec comme singles Only Human (sorti le 13 mars 2015), Wings (sorti le 7 août 2015), Dear Life (sorti le 13 mai 2016) et Enough featuring Gizzle (sorti le 24 juin 2016).
Le 13 novembre 2020, Delta Goodrem publie Only Santa Knows, un album de Noël, qui connaît un grand succès, atteint la 2e place des charts australiens, et sera même réédité le 19 novembre 2021 en édition collector avec 4 titres supplémentaires.
Le 14 mai 2021, sort Bridge Over Troubled Dreams, son septième album, qui s'impose immédiatement en tête du top des ventes. C'est son 5e numéro 1.

## Vie privée
En couple avec Brian McFadden, ancien membre du groupe pop irlandais Westlife, à partir de 2004, elle rompt ses fiançailles en avril 2011.
Elle a été en couple avec le chanteur américain Nick Jonas de mai 2011 à février 2012. Elle est depuis 2018 en couple avec le musicien Matthew Copley, qui co-écrit ses chansons. Ils annoncent leurs fiançailles en septembre 2023.

## Discographie

### Albums
- 2003 : Innocent Eyes
- 2004 : Mistaken Identity
- 2007 : Delta
- 2012 : Child Of The Universe
- 2016 : Wings Of The Wild
- 2020 : Only Santa Knows
- 2021 : Bridge Over Troubled Dreams

### Singles
| Année | Titre                        | Français                             | Sortie le         | Particularité              | Album                 |
| ----- | ---------------------------- | ------------------------------------ | ----------------- | -------------------------- | --------------------- |
| 2000  | I don't care                 | Je m'en fiche                        | 19 septembre 2000 |                            |                       |
| 2002  | Born to try                  | Née pour essayer                     | 8 novembre 2002   |                            | Innocent Eyes         |
| 2003  | Lost Without You             | Perdu(e) sans toi                    | 28 février 2003   |                            | Innocent Eyes         |
| 2003  | Innocent Eyes                | Des yeux innocents                   | 6 juin 2003       |                            | Innocent Eyes         |
| 2003  | Not Me, Not I                | Pas moi, non pas moi                 | 12 septembre 2003 |                            | Innocent Eyes         |
| 2003  | Predictable                  | Prévisible                           | 28 novembre 2003  |                            | Innocent Eyes         |
| 2004  | Out Of The Blue              | Tout à coup (double sens "blue")     | 8 octobre 2004    |                            | Mistaken Identity     |
| 2005  | Mistaken Identity            | Erreur sur l'identité                | 14 janvier 2005   |                            | Mistaken Identity     |
| 2005  | Almost Here                  | Presque ici                          | 4 mars 2005       | En duo avec Brian McFadden | Mistaken Identity     |
| 2005  | A Little Too Late            | Un peu trop tard                     | 27 mai 2005       |                            | Mistaken Identity     |
| 2006  | Together We Are One          | Ensemble, nous ne faisons qu'un      | 31 mars 2006      |                            | Mistaken Identity     |
| 2006  | Flawed                       | Imparfait(e)                         | 11 octobre 2006   | Uniquement au Japon        | Innocent Eyes         |
| 2006  | Be Strong                    | Sois fort(e)                         | 16 octobre 2006   |                            | Mistaken Identity     |
| 2007  | In This Life                 | Dans cette vie                       | 14 septembre 2007 |                            | Delta                 |
| 2007  | Believe Again                | Croire à nouveau                     | 8 décembre 2007   |                            | Delta                 |
| 2008  | You Will Only Break My Heart | Tu ne feras que me briser le cœur    | 29 mars 2008      |                            | Delta                 |
| 2008  | I Can't Break It To My Heart | Je ne peux pas l'enlever de mon cœur | 16 août 2008      |                            | Delta                 |
| 2010  | Mistakes                     | Erreurs                              | 17 septembre 2010 | En duo avec Brian McFadden |                       |
| 2012  | Sitting on Top of the World  | Assis(e) au sommet du monde          | 13 avril 2012     |                            | Child Of The Universe |
| 2012  | Dancing With A Broken Heart  | Danser avec le cœur brisé            | 10 aout 2012      |                            | Child Of The Universe |
| 2012  | Wish You Were Here           | J'aimerais que tu sois là            | 12 octobre 2012   |                            | Child Of The Universe |
| 2013  | Heart Hypnotic               | Cœur hypnotisé                       | 17 juin 2013      |                            |                       |
| 2014  | Love Thy Will Be Done        |                                      | 11 septembre 2014 |                            |                       |
| 2015  | Only Human                   | Humain simplement                    | 13 mars 2015      |                            | Wings Of The Wild     |
| 2015  | Wings                        | Ailes                                | 7 août 2015       |                            | Wings Of The Wild     |
| 2016  | Dear Life                    | Chère vie                            | 13 mai 2016       |                            | Wings Of The Wild     |
| 2016  | Enough                       | Assez                                | 24 juin 2016      | En duo avec Gizzle         | Wings Of The Wild     |

## Filmographie
| Cinéma      | Cinéma                          | Cinéma             | Cinéma                                                                  |
| Année       | Film                            | Rôle               | Remarques                                                               |
| ----------- | ------------------------------- | ------------------ | ----------------------------------------------------------------------- |
| 2023        | Love is in the air              | Dana Fullerton     |                                                                         |
| 2005        | Hating Alison Ashley            | Alison Ashley      |                                                                         |
| Télévision  |                                 |                    |                                                                         |
| Année       | Titre                           | Rôle               | Remarques                                                               |
| 1993        | Hey Dad..!                      | Cynthia Broadhurst | Guest role Elle apparaît dans un épisode.                               |
| 1993        | À cœur ouvert (série télévisée) | Georgina Bailey    | Guest dans la série Elle apparaît dans deux épisodes.                   |
| 1995        | Police Rescue                   | Sophie Harris      | Guest dans la série Elle apparaît dans un épisode.                      |
| 2002 – 2003 | Neighbours                      | Nina Tucker        | Rôle récurrent dans la série                                            |
| 2005        | North Shore                     | Taylor Ward        | Guest dans la série - Moment de vérité - Réconciliations et séparations |
| 2011        | Santa's Apprentice              | Film d'animation   | Voix                                                                    |